# Surjan
Surjan (szerbül: Сурјан) falu Bosznia-Hercegovinában, Bosanska krajina területén, a Szerb Köztársaságban, Mrkonjić Grad községben.

## Fekvése
Bosznia-Hercegovina közép-nyugati részén, Banja Lukától légvonalban 27, közúton 37 km-re délre, községközpontjától légvonalban 13 km-re, közúton 17 km-re északra, a Dinári-hegységben, a Manjača-hegység lejtőin, 568 méter magasságban található.

## Népessége
| Nemzetiségi csoport | Népesség 1991 | Népesség 2013 |
| ------------------- | ------------- | ------------- |
| Szerb               | 522           | 207           |
| Bosnyák             | 0             | 0             |
| Horvát              | 1             | 0             |
| Jugoszláv           | 0             | 0             |
| Egyéb               | 1             | 0             |
| Összesen            | 524           | 207           |

## Története
A település középkori népességéről az itt levő három középkori temető és a máig fennmaradt késő középkori sírkövek tanúskodnak. Ezek a sírkövek a kereszténység főáramlatának behódolni nem akaró, eredetileg Boszniában élő bogumilok díszesen faragott középkori sírkövei voltak. A legrégebbi ilyen sírkövek a 12. század második feléből származnak, de csak a 14-15. században terjedtek el Bosznia-Hercegovina, Szerbia, Horvátország és Montenegró területén. A Banja Luka és Mrkonjić Grad közötti hegyvidék a középkori zemljaniki plébániához tartozott. Ez Zmijanjének nevezett vidék a Jajcától északra fekvő Orbász völgye várainak elesésével 1527-1528-ban került oszmán uralom alá. Az itt élő lakosságot vlachnak nevezték, mely abban a korban az állattenyésztő szerbek hagyományos elnevezése volt. Az oszmán uralom első éveiben a Zmijanje náhije magába foglalta az Orbász (Vrbas) és a Szana folyók közötti teljes területet, valamint délen a Mrkonjić Grad feletti Kozare, Dimitor és Lisina hegyeket. Kicsit később a Trijebovói náhije, mely Mrkonjić Grad környékén feküdt, levált róla.
Surjan a török uralom idején karaván útiállomás volt. Ezeken a „han”nak nevezett útiállomásokon az oszmán korban fogadók voltak, amelyek az utazók és fogataik szállásául szolgáltak. Külön épületek voltak, ahol istálló volt a lovak számára, valamint egy szoba az utazók számára és egy szoba a napi ima számára. A település 1878-ig tartozott az Oszmán Birodalomhoz, majd az Osztrák-Magyar Monarchia része lett. 1879-ben az első osztrák-magyar népszámlálás során Bočac község része volt. 1910-ben Surjan-Bočac község részeként 74 házat, 574 ortodox szerb és 40 katolikus lakost számláltak itt. A monarchia szétesésével 1918-ben előbb a Szerb-Horvát-Szlovén Királyság, majd 1929-től a Jugoszláv Királyság része. 1921-ben Surjan-Bočac községben összesen 143 házat és 1016 lakost számláltak. 1945-től a szocialista Jugoszlávia része volt. Jugoszlávia megszállása után a falu a Független Horvát Állam (NDH) része lett, majd nem sokkal ezután megkezdődött a szerb lakosság lázadása az új hatalommal szemben, melyet a szerbek elleni usztasa támadások követtek.
A településen az 1991-es népszámlálás adatai szerint 524-en éltek. A település 1995 szeptemberéig a boszniai szerb katonai egységek ellenőrzése alatt állt. A Déli Mozdulat hadművelet során lakossága a horvát hadsereg közeledtére elmenekült. A boszniai háborút lezáró daytoni békeszerződés rendelkezése alapján az ország területét felosztották a Bosznia-hercegovinai Föderáció és a boszniai Szerb Köztársaság között, ennek során a település a Boszniai Szerb Köztársasághoz és Mrkonjić Grad községhez került. 

## Nevezetességei
- Otoka – középkori temető maradványai 10 db észak-déli tájolású stećak sírkővel.[4]

- Surjan 1 - középkori temető maradványai 7 db észak-déli tájolású stećak sírkővel.[4]

- Surjan 2 - középkori temető maradványai 16 db észak-déli tájolású stećak sírkővel.[4]